# Kura-Prómissel
Kura-Prómissel - Кура-Промысел (rus) és un khútor del krai de Krasnodar, a Rússia. Es troba a la vora del riu Kura-Tsetse, constituent del riu Tsetse, afluent del Pxix, que n'és del Kuban. És a 24 km al sud-est de Goriatxi Kliutx i a 68 km al sud-est de Krasnodar.
Pertany al possiólok de Kutaís.